# Franklin ACE 500
Franklin ACE 500 (ACE 500) је професионални рачунар фирме Franklin који је почео да се производи у Сједињеним Америчким Државама током 1983. године.
Користио је MOS 65C02 микропроцесорску јединицу а RAM меморија рачунара је имала капацитет од 256 KB прошириво до 512 KB на плочи. 
Као оперативни систем кориштен је Apple DOS 3.X.

## Детаљни подаци
Детаљнији подаци о рачунару ACE 500 су дати у табели испод.
|                       | |
| [ 1 ]                 | |
| Произвођач            | |
| Тип                   | професионални рачунар                                                                                                 |
| Меморија              | 256 прошириво до 512 на плочи                                                                                         |
| Поријекло             | Сједињене Америчке Државе                                                                                             |
| Година                | 1983 |
| Тастатура             | пуни помак тастера, 90 тастера са функцијским тастерима и нумеричка тастатура                                         |
| Процесор              | |
| Фреквенција процесора | непознато |
| RAM                   | 256 прошириво до 512 на плочи                                                                                         |
| ROM                   | непознато |
| Текст                 | 40 / 80 знакова x 24 линије (монохроматски)                                                                           |
| Графика               | сви Apple IIc модови: 40 x 48 (16 col) / 80 x 48 (16 col) / 280 x 192 (6 col) / 140 x 192 (16 col) / 560 x 192 (моно) |
| Боја                  | 16 највише |
| Звук                  | уграђени звучник |
| Димензије             | непознато |
| Портови               | |
| Оперативни систем     | |